# 바나프레소
바나프레소(banapresso)는 대한민국의 커피 체인점이다. 경기도 용인시에 4층 규모의 물류센터를 증축해 이전을 마쳤다.바나프레소를 운영하고 있는 바나에프엔비의 모회사는 대리운전 소프트웨어 업체 바나플이다.